# Stelis lehmanneptis
Stelis lehmanneptis là một loài thực vật có hoa trong họ Lan. Loài này được (Luer & R.Escobar) Pridgeon & M.W.Chase mô tả khoa học đầu tiên năm 2001.